# The Golden Claw
The Golden Claw è un film muto del 1915 diretto da Reginald Barker, con la supervisione di Thomas H. Ince.

## Trama
Lillian Hillary, persa la fortuna familiare dopo la morte del padre, è incoraggiata dalla madre a cercarsi un marito ricco che lei individua in Bert Werden, preferendolo a un altro facoltoso pretendente, il finanziere Graham Henderson. Ma la fortuna di Werden subisce un tracollo e, per risollevarsi, l'uomo - spinto dalla moglie - è costretto a lavorare notte e giorno, mettendo in pericolo anche la propria salute. Werden sviluppa una vera e propria ossessione per il lavoro, che lo porta a trascurare tutto il resto, anche la moglie. Dimenticando il loro terzo anniversario di matrimonio, alle lamentele di Lillian, Werden le porge un grosso assegno di cinquantamila dollari.
Henderson, intanto, porta un attacco contro Werden, che potrebbe ridurlo in miseria. Il finanziere chiede allora alla moglie di ridargli l'assegno, ma lei rifiuta. Credendo che Lillian stia per lasciarlo, decide di suicidarsi. Ma, per caso, sente un dialogo tra Lillian e Henderson, dove lei dichiara che vuole riavere suo marito e che l'unico modo è quello di rovinarlo, in modo da non dover pensare sempre e solo al denaro. Werden, allora, manda via il suo rivale e si riconcilia con la moglie.

## Produzione
Il film fu prodotto dalla Kay-Bee Pictures e New York Motion Picture.

## Distribuzione
Distribuito dalla Triangle Distributing, uscì nelle sale cinematografiche USA il 5 dicembre 1915.